# Horia (Tulcea megye)
Horia község Tulcea megyében, Dobrudzsában, Romániában. A hozzá tartozó települések: Cloșca és Florești.

## Fekvése
A település az ország délkeleti részén található, a megyeszékhelytől, Tulcsától harminckilenc kilométerre délnyugatra.

## Története
Első írásos említése a 18. századból való, törökül Ortaköy néven. A 20. század elején kapta a Regina-Maria nevet. Ma használatos elnevezését 1947-ben kapta, a Hóra-ként ismert Vasile Ursu Nicola után, aki az 1784-es erdélyi parasztfelkelés egyik vezetője volt.

## Lakossága
A nemzetiségi megoszlás a következő:
| 2002     | 2002 | 2002   |
| -------- | ---- | ------ |
| Románok  | 1593 | 99,93% |
| Magyarok | 1    | 0,06%  |
| Összesen | 1594 | 100,0% |